# Münster/Hamm-Gesetz
Das „Gesetz zur Neugliederung der Gemeinden und Kreise des Neugliederungsraumes Münster/Hamm (Münster/Hamm-Gesetz)“ vom 9. Juli 1974 ordnete bei der Gebietsreform in der Region um die Städte Münster und Hamm auf der kommunalen Ebene an. Das Gesetz trat am 1. Januar 1975 in Kraft.

## Kurzbeschreibung
| I. Abschnitt   | Gebietsänderungen im Bereich der Gemeinden |
| § 1            | Eingliederung von Albachten, Amelsbüren, Angelmodde, Handorf, Hiltrup, Nienberge, Roxel, Sankt Mauritz und Wolbeck sowie Flurstücken anderer Gemeinden in die Stadt Münster; Auflösung des Kreises Münster und der Ämter Sankt Mauritz, Roxel und Wolbeck |
| § 2            | Eingliederung von Gimbte sowie Flurstücken der Gemeinden Ladbergen und Saerbeck in die Stadt Greven |
| § 3            | Eingliederung von Flurstücken aus der Gemeinde Roxel in die Gemeinde Havixbeck |
| § 4            | Zusammenschluss von Appelhülsen, Darup, Limbergen, Nottuln und Schapdetten zur neuen Gemeinde Nottuln, Eingliederung von Flurstücken, Auflösung des Amtes Nottuln |
| § 5            | Eingliederung von Rinkerode in die Stadt Drensteinfurt |
| § 6            | Zusammenschluss der Stadt Sendenhorst und der Gemeinde Albersloh zur neuen Stadt Sendenhorst, Eingliederung von Flurstücken der Gemeinde Alverskirchen, Auflösung des Amtes Sendenhorst |
| § 7            | Zusammenschluss von Alverskirchen und Everswinkel zur neuen Gemeinde Everswinkel, Eingliederung von Flurstücken der Gemeinde Telgte |
| § 8            | Eingliederung von Westbevern sowie einiger Flurstücke in die Stadt Telgte, Auflösung des Amtes Telgte |
| § 9            | Eingliederung von Flurstücken in die Gemeinde Ostbevern, Auflösung des Amtes Ostbevern |
| § 10           | Zusammenschluss der Stadt Olfen und der Gemeinde Kirchspiel Olfen zur neuen Stadt Olfen, Auflösung des Amtes Olfen |
| § 11           | Zusammenschluss der Stadt Lüdinghausen und der Gemeinde Seppenrade zur neuen Stadt Lüdinghausen, Auflösung des Amtes Lüdinghausen |
| § 12           | Zusammenschluss von Bösensell, Ottmarsbocholt, Senden und Venne zur neuen Gemeinde Senden |
| § 13           | Zusammenschluss von Capelle, Nordkirchen und Südkirchen zur neuen Gemeinde Nordkirchen, Auflösung des Amtes Nordkirchen |
| § 14           | Zusammenschluss von Ascheberg und Herbern zur neuen Gemeinde Ascheberg, Auflösung des Amtes Herbern |
| § 15           | Zusammenschluss der Stadt Beckum und der Gemeinde Neubeckum zur neuen Stadt Beckum |
| § 16           | Eingliederung von Enniger, Ostenfelde und Westkirchen sowie Flurstücken der Gemeinde Neubeckum in die Gemeinde Ennigerloh; Rechtsnachfolgerin des aufgelösten Amtes Beelen ist die Gemeinde Beelen |
| § 17           | Eingliederung von Vorhelm sowie Flurstücken der Gemeinde Heessen in die Stadt Ahlen |
| § 18           | Eingliederung der Stadt Stromberg in die Stadt Oelde, Auflösung des Amtes Oelde |
| § 19           | Zusammenschluss von Diestedde, Liesborn und Wadersloh zur neuen Gemeinde Wadersloh, Eingliederung von Flurstücken der Gemeinde Oelde, Auflösung des Amtes Liesborn-Wadersloh |
| § 20           | Zusammenschluss der Städte Freckenhorst und Warendorf sowie der Gemeinden Einen und Milte zur neuen Stadt Warendorf, Eingliederung von Flurstücken der Gemeinden Everswinkel und Telgte |
| § 21           | Zusammenschluss der Stadt Ibbenbüren und der Gemeinde Ibbenbüren-Land zur neuen Stadt Ibbenbüren, Eingliederung von Flurstücken anderer Gemeinden, Auflösung des Amtes Ibbenbüren |
| § 22           | Eingliederung von Flurstücken aus der Gemeinde Lienen in die Stadt Lengerich |
| § 23           | Zusammenschluss der Stadt Tecklenburg sowie der Gemeinden Brochterbeck, Ledde und Leeden zur neuen Stadt Tecklenburg, Eingliederung von Flurstücken der Gemeinden Lengerich und Saerbeck, Auflösung des Amtes Tecklenburg |
| § 24           | Zusammenschluss von Lotte und Wersen zur neuen Gemeinde Lotte, Eingliederung von Flurstücken der Gemeinde Westerkappeln, Auflösung des Amtes Lotte |
| § 25           | Eingliederung von Flurstücken aus der Stadt Lengerich in die Gemeinde Lienen |
| § 26           | Eingliederung von Flurstücken in die Gemeinde Ladbergen |
| § 27           | Eingliederung von Flurstücken in die Gemeinde Mettingen |
| § 28           | Eingliederung von Flurstücken aus der Gemeinde Ibbenbüren-Land in die Gemeinde Recke |
| § 29           | Zusammenschluss der Stadt Bevergern und der Gemeinden Dreierwalde, Hörstel und Riesenbeck zur Stadt Hörstel, Eingliederung von Flurstücken der Gemeinden Elte und Rheine rechts der Ems, Auflösung des Amtes Riesenbeck |
| § 30           | Zusammenschluss von Halverde, Hopsten und Schale zur neuen Gemeinde Hopsten, Auflösung des Amtes Hopsten |
| § 31           | Zusammenschluss der Stadt Rheine und der Gemeinden Elte, Mesum, Rheine links der Ems und Rheine rechts der Ems zur neuen Stadt Rheine, Eingliederung von Flurstücken der Gemeinde Emsdetten, Auflösung des Amtes Rheine |
| § 32           | Eingliederung von Flurstücken in die Gemeinde Neuenkirchen |
| § 33           | Eingliederung von Flurstücken aus der Stadt Ochtrup in die Gemeinde Wettringen |
| § 34           | Zusammenschluss der Städte Borghorst und Burgsteinfurt zur neuen Stadt Steinfurt |
| § 35           | Eingliederung von Flurstücken in die Stadt Emsdetten |
| § 36           | Zusammenschluss der Stadt Ahaus und der Gemeinden Alstätte, Dorf Ottenstein und Wessum zur neuen Stadt Ahaus, Auflösung des Amtes Wessum |
| § 37           | Zusammenschluss der Städte Epe und Gronau zur neuen Stadt Gronau (Westf.) |
| § 38           | Eingliederung von Lette sowie Flurstücken der Gemeinden Billerbeck und Darup in die Stadt Coesfeld |
| § 39           | Zusammenschluss der Stadt Dülmen und der Gemeinden Buldern, Kirchspiel Dülmen, Merfeld und Rorup zur neuen Stadt Dülmen, Eingliederung von Flurstücken anderer Gemeinden, Auflösung der Ämter Dülmen und Rorup |
| § 40           | Zusammenschluss von Holtwick und Rosendahl zur neuen Gemeinde Rosendahl, Auflösung des Amtes Osterwick |
| § 41           | Eingliederung von Flurstücken in die Gemeinde Reken; Eingliederung von Flurstücken aus der Stadt Borken in die Gemeinde Heiden; Rechtsnachfolgerin des aufgelösten Amtes Heiden-Reken ist die Gemeinde Reken |
| § 42           | Zusammenschluss von Ramsdorf und Velen zur neuen Gemeinde Velen, Eingliederung von Flurstücken der Gemeinde Heiden, Auflösung des Amtes Velen-Ramsdorf |
| § 43           | Zusammenschluss von Erle und Raesfeld zur neuen Gemeinde Raesfeld, Eingliederung von Flurstücken der Gemeinde Overbeck |
| § 44           | Zusammenschluss der Städte Bockum-Hövel, Hamm und Heessen sowie der Gemeinden Pelkum, Rhynern und Uentrop zur neuen Stadt Hamm, Eingliederung von Flurstücken aus der Stadt Ahlen, Eingliederung des Ortsteils Hilbeck der Gemeinde Rhynern in die Stadt Werl. |
| § 45           | Eingliederung von Benninghausen, Bökenförde, Cappel bei Lippstadt, Dedinghausen, Eickelborn, Esbeck, Garfeln, Hellinghausen, Herringhausen, Hörste, Lipperode, Lohe, Overhagen, Rebbeke und Rixbeck sowie Flurstücken anderer Gemeinden (darunter Bad Waldliesborn der Gemeinde Liesborn) in die Stadt Lippstadt, Eingliederung von Flurstücken der Gemeinde Eickelborn in die Gemeinden Bad Sassendorf und Lippetal |
| § 46           | Zusammenschluss der Stadt Erwitte sowie der Gemeinden Bad Westernkotten, Berenbrock, Böckum, Ebbinghausen, Eikeloh, Horn-Millinghausen, Merklinghausen-Wiggeringhausen, Norddorf, Schallern, Schmerlecke, Seringhausen, Stirpe, Völlinghausen und Weckinghausen zur neuen Stadt Erwitte, Eingliederung von Flurstücken der Gemeinden Langeneicke und Lippstadt, Auflösung des Amtes Erwitte                          |
| § 47           | Zusammenschluss von Altengeseke, Altenmellrich, Anröchte, Berge, Effeln, Klieve, Mellrich, Robringhausen, Uelde und Waltringhausen zur neuen Gemeinde Anröchte, Auflösung des Amtes Anröchte |
| § 48           | Zusammenschluss der Stadt Geseke und der Gemeinden Bönninghausen, Ehringhausen, Eringerfeld, Ermsinghausen, Langeneicke, Mönninghausen und Störmede zur neuen Stadt Geseke, Eingliederung von Flurstücken der Gemeinden Bökenförde und Eikeloh, Auflösung des Amtes Störmede |
| § 49           | Zusammenschluss der Städte Belecke, Hirschberg und Warstein sowie der Gemeinden Allagen, Mülheim, Sichtigvor, Suttrop und Waldhausen zur neuen Stadt Warstein, Eingliederung von Flurstücken der Gemeinde Drewer, Auflösung des Amtes Warstein |
| § 50           | Zusammenschluss der Stadt Rüthen sowie der Gemeinden Altenrüthen, Drewer, Hemmern, Hoinkhausen, Kallenhardt, Kellinghausen, Kneblinghausen, Langenstraße-Heddinghausen, Meiste, Menzel, Nettelstädt, Oestereiden, Weickede und Westereiden zur neuen Stadt Rüthen, Eingliederung von Flurstücken der Gemeinden Effeln und Suttrop, Auflösung des Amtes Rüthen                                                        |
| § 51           | Eingliederung von Barlo, Biemenhorst, Hemden, Holtwick, Liedern, Lowick, Mussum, Spork, Stenern, Suderwick und von Flurstücken der Gemeinde Dingden (heutiger Stadtteil Lankern) in die Stadt Bocholt. Rechtsnachfolgerin des aufgelösten Amtes Liedern-Werth ist die Stadt Bocholt |
| § 52           | Zusammenschluss der Städte Anholt, Isselburg und Werth sowie der Gemeinden Herzebocholt, Heelden und Vehlingen zur neuen Stadt Isselburg, Eingliederung von Flurstücken der Gemeinde Wertherbruch |
| II. Abschnitt  | Gebietsänderungen im Bereich der Kreise |
| § 53           | Zusammenfassung von Ahlen, Beckum, Beelen, Drensteinfurt, Ennigerloh, Everswinkel, Oelde, Ostbevern, Sassenberg, Sendenhorst, Telgte, Wadersloh und Warendorf zum neuen Kreis Warendorf mit Sitz in Warendorf, welcher Rechtsnachfolger der aufgelösten Kreise Beckum und Warendorf ist |
| § 54           | Zusammenfassung von Altenberge, Emsdetten, Greven, Hörstel, Hopsten, Horstmar, Ibbenbüren, Ladbergen, Laer, Lengerich, Lienen, Lotte, Metelen, Mettingen, Neuenkirchen, Nordwalde, Ochtrup, Recke, Rheine, Saerbeck, Steinfurt, Tecklenburg, Westerkappeln und Wettringen zum neuen Kreis Steinfurt mit Sitz in Steinfurt, welcher Rechtsnachfolger der aufgelösten Kreise Tecklenburg und Steinfurt ist             |
| § 55           | Zusammenfassung von Ascheberg, Billerbeck, Coesfeld, Dülmen, Havixbeck, Lüdinghausen, Nordkirchen, Nottuln, Olfen, Rosendahl und Senden zum neuen Kreis Coesfeld mit Sitz in Coesfeld, welcher Rechtsnachfolger der aufgelösten Kreise Lüdinghausen und Coesfeld ist |
| § 56           | Zusammenfassung von Ahaus, Bocholt, Borken, Gescher, Gronau (Westf.), Heek, Heiden, Isselburg, Legden, Raesfeld, Rhede, Reken, Schöppingen, Stadtlohn, Südlohn, Velen und Vreden zum neuen Kreis Borken mit Sitz in Borken, welcher Rechtsnachfolger der aufgelösten Kreise Ahaus und Borken ist |
| § 57           | Zusammenfassung von Anröchte, Bad Sassendorf, Ense, Erwitte, Geseke, Lippetal, Lippstadt, Möhnesee, Rüthen, Soest, Warstein, Welver, Werl und Wickede (Ruhr) zum neuen Kreis Soest mit Sitz in Soest, welcher Rechtsnachfolger der aufgelösten Kreise Lippstadt und Soest ist |
| III. Abschnitt | Gerichtsorganisation |
| § 58           | Zuordnung zu den Amtsgerichten Ahaus, Ahlen, Beckum, Bocholt, Borken, Coesfeld, Dülmen, Geseke, Gronau, Ibbenbüren, Lippstadt, Lüdinghausen, Rheine, Soest, Steinfurt, Tecklenburg, Warendorf und Warstein; Bestimmungen zum Amtsgericht Hamm; Aufhebung des Amtsgerichts Vreden; Zuordnung des Amtsgerichts Werne a. d. Lippe zum Landgericht Dortmund                                                              |
| § 59           | Zuordnung zu den Verwaltungsgerichten |
| IV. Abschnitt  | Schlussbestimmungen |
| § 60           | Schlussbestimmungen |
| § 61           | Bestimmungen zu Berufsschulen |
| § 62           | Bestimmungen zum Oberstadtdirektor und Oberbürgermeister der Stadt Bocholt |
| § 63           | Inkrafttreten des Gesetzes |